# Bokermannohyla feioi
Bokermannohyla feioi es una especie de anfibios de la familia Hylidae. Es endémica de Brasil.
Sus hábitats naturales incluyen montanos secos y ríos. Está amenazada de extinción por la destrucción de su hábitat natural.
La especie había sido considerada un sinónimo de Bokermannohyla nanuzae, pero en 2023 fue más una vez considerada una especie.